# Potężne Kaczory
Potężne Kaczory (ang. The Mighty Ducks) – amerykański familijny film sportowy w reżyserii Stephena Hereka z 1992 roku.

## Treść
Młody prawnik Gordon Bombay zostaje przyłapany na jeździe samochodem pod wpływem alkoholu. Zostaje skazany na prace społeczne. Praca ma polegać na trenowaniu drużyny hokejowej złożonej z niesfornych nastolatków. Drużyna nosi nazwę Potężne Kaczory. Okazuje się, że zawodnicy są amatorami, którzy nie potrafią nawet dobrze jeździć na łyżwach. Mimo wątpliwości Gordon podejmuje się tego zadania...

## Obsada
- Emilio Estevez – Gordon Bombay
- Joss Ackland – Hans
- Lane Smith – Jack Reilly
- Heidi Kling – Casey Conway
- Vincent A. Larusso – Adam Banks
- Josef Sommer – Gerald Ducksworth
- Steven Brill – Frank Huddy
- Joshua Jackson – Charlie Conway
- Matt Doherty – Lester Averman
- Mike Bayrack – Adam Banks
- Mike Modano – on sam

## Kontynuacje i remake’i
W związku z niespodziewanym sukcesem filmu zdecydowano o produkcji kontynuacji i dwa lata później powstały Potężne Kaczory 2. Film również okazał się sukcesem i powstała trzecia część Potężne Kaczory 3 (1996).
Na podst. Potężnych Kaczorów powstał serial animowany serial pod tym samym tytułem (1996–1997) emitowany na ABC i lokalnie w ramach bloku programowego The Disney Afternoon/Disney-Kellogg Alliance. W przeciwieństwie do filmów, animacja opowiadała o drużynie humanoidalnych kaczek z kosmosu i gatunkowo była utworem science fiction.
W 2018 roku ABC Signature ogłosiło produkcję serialu telewizyjnego bazującego na Potężnych Kaczorach, do którego za scenariusz i produkcję wykonawczą miał odpowiadać Steven Brill – scenarzysta filmowej trylogii. Serial zatytułowany The Mighty Ducks: Game Changers (2021–2022) miał premierę 26 marca 2021 roku na Disney+ i stanowił kontynuację filmowej trylogii. W serialu powtórnie wszedł w rolę Emilio Estevez.